# 히로나가 료타로
히로나가 료타로(일본어: 廣永 遼太郎, 1990년 1월 9일 ~ )는 일본의 축구 선수이다.

## 구단 경력
그는 2008년부터 2023년까지 J리그의 FC 도쿄, 파지아노 오카야마, 카탈레 도야마, 산프레체 히로시마, 비셀 고베에서 활동하였다.

## 국가대표팀 경력
그는 2007년 FIFA U-17 월드컵에 참가할 일본 U-17 국가대표팀에 발탁되었으며, 3경기에 출전했다.